# Émile Vernon
 (avril 2013).
Si vous disposez d'ouvrages ou d'articles de référence ou si vous connaissez des sites web de qualité traitant du thème abordé ici, merci de compléter l'article en donnant les références utiles à sa vérifiabilité et en les liant à la section « Notes et références ».
Paul Émile Vernon né le 14 mars 1872 à Blois et mort dans la même ville le 31 janvier 1920 est un peintre français.

## Biographie
D'origine sociale modeste, Émile Vernon étudie la peinture à l'école des beaux-arts de Tours et y reçoit le premier prix de dessin en 1888. Puis il suit l’enseignement de William Bouguereau et d’Auguste Truphème à l'École des beaux-arts de Paris. En 1898, il participe à l'Exposition des beaux-arts et des arts décoratifs de Tours et débute au Salon des artistes français. Il y expose régulièrement jusqu'en 1913, présentant notamment portraits, paysages et peintures florales.
Il exécute quelques peintures murales comme celles du théâtre de Châtellerault en 1899.
Il excelle dans les peintures à l'aquarelle de femmes et d'enfants aux couleurs vives et aux décors bucoliques, et sait aussi se montrer plus rigoureux à travers le portrait de Madame Vernon, Sous la Lampe.
Mobilisé dans l'infanterie territoriale en 1915, Émile Vernon est réformé pour raisons médicales l'année suivante. Il meurt le 31 janvier 1920.

Œuvres attribuées à Émile Vernon, localisation inconnue
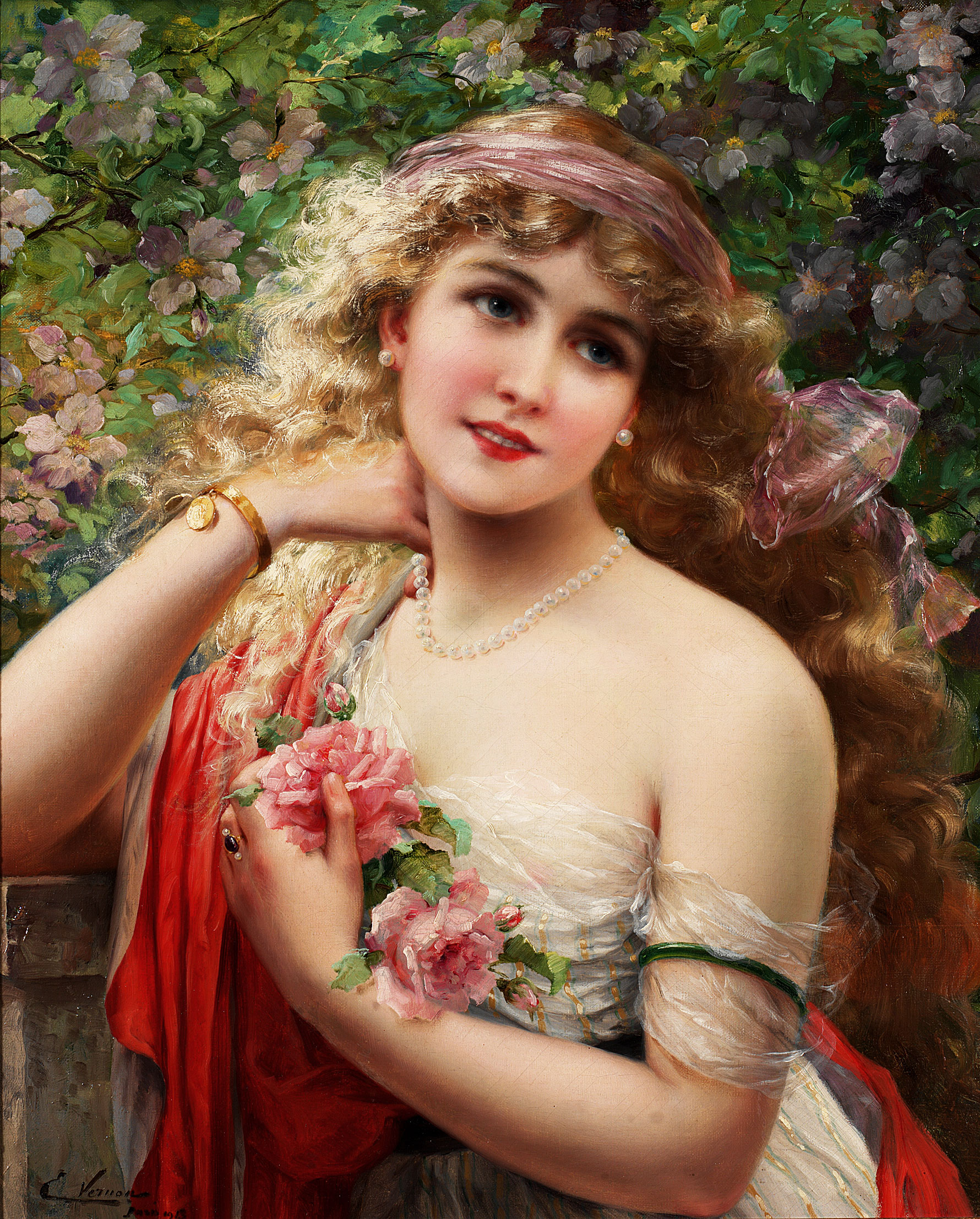
Le Printemps (1913).
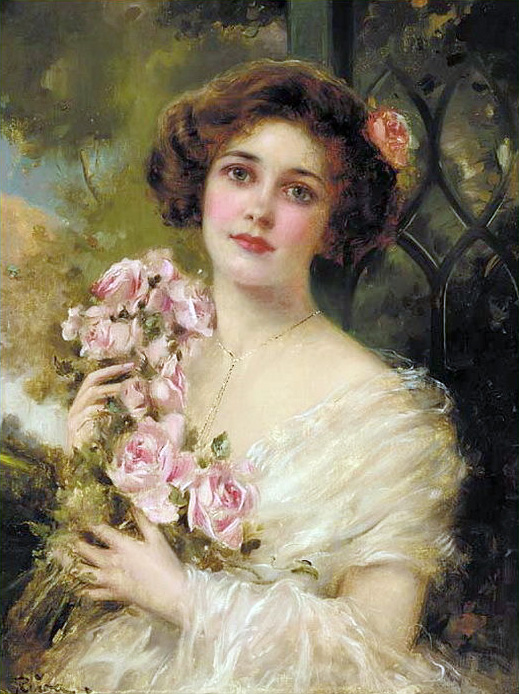
Jeune femme aux roses
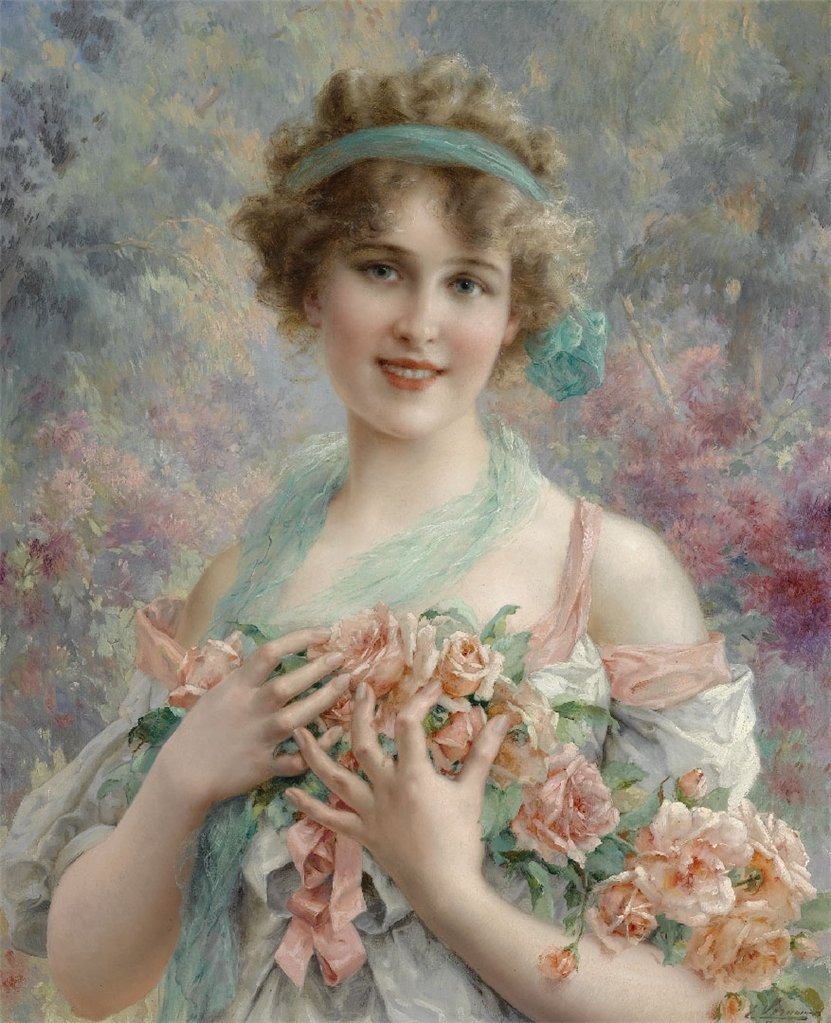
Jeune fille en fleurs
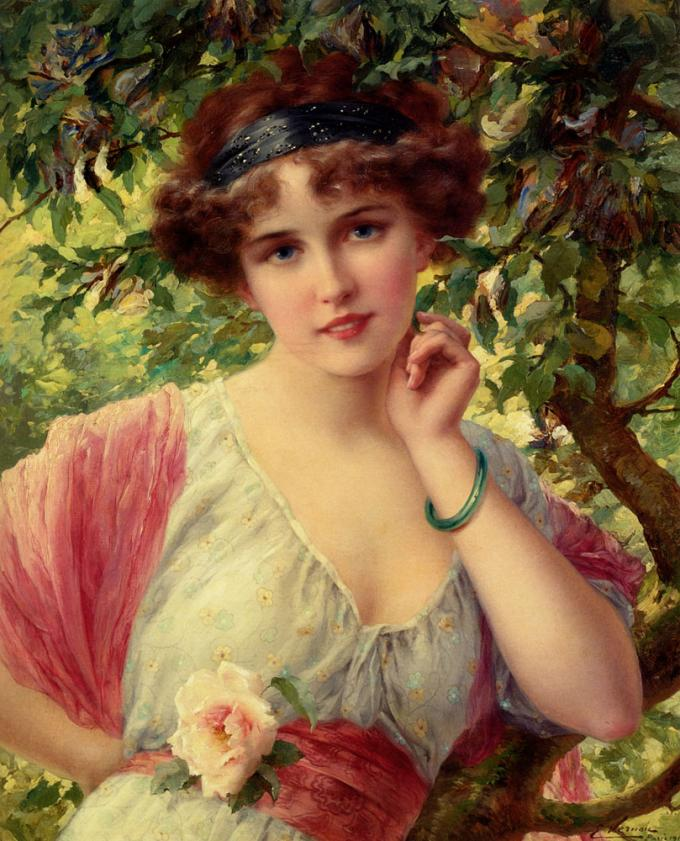
Une rose d'été
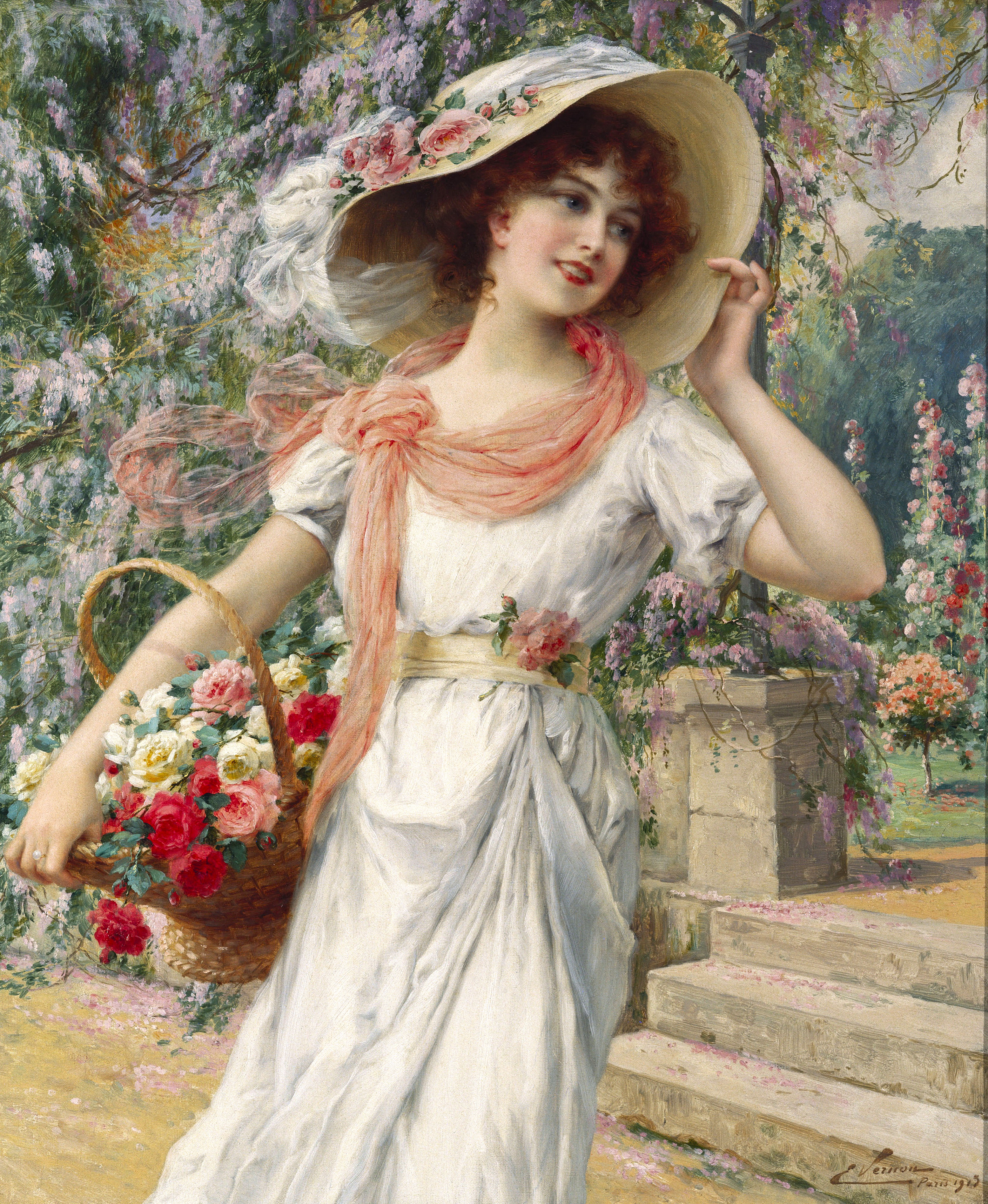
Le Jardin fleuri